# Limaformosa
Limaformosa — рід змій родини Lamprophiidae. Представники цього роду мешкають в Африці на південь від Сахари.

## Види
Рід Limaformosa нараховує 6 видів:
- Limaformosa capensis (A. Smith, 1847)
- Limaformosa chanleri (Stejneger, 1893)
- Limaformosa crossi (Boulenger, 1895)
- Limaformosa guirali (Mocquard, 1887)
- Limaformosa savorgnani (Mocquard, 1887)
- Limaformosa vernayi (Bogert, 1940)